# Cordia oblongifolia
Cordia oblongifolia là loài thực vật có hoa trong họ Mồ hôi. Loài này được Thwaites mô tả khoa học đầu tiên năm 1860.